# Vlajka Čerkaské oblasti

Vlajka Čerkaské oblasti
Poměr stran 2:3

Varianta vlajky Čerkaské oblasti
Poměr stran 2:3

Vlajka Čerkaské oblasti, jedné z oblastí Ukrajiny je tvořena modrým listem o poměru stran 2:3, v jehož středu se nachází oblastní znak. U horního, vlajícího a dolního okraje je žlutý lem. V horní části je, po obou stranách znaku, žlutý nápis ЧЕРКАССКАЯ ОБЛАСТЬ (Čerkaská oblast).
Modrá barva vlajky symbolizuje nebeskou výši a pokrok.
Přestože je vlajka schválena s nápisem Čerkaská oblast a žlutým lemem, společnosti vyrábějící vlajky se často odchylují od oficiálního vzoru a vyrábějí vlajky v podobě bez nápisu, někdy se žlutými třásněmi. Právě taková vlajka byla zveřejněna na stránkách Ukrajinské heraldické společnosti. Verze vlajky se žlutým okrajem a nápisem ale zůstává oficiální, zvláště pro oblastní orgány.

## Historie
Čerkaská oblast vznikla 7. ledna 1954.
Vlajka byla vytvořena Oleksandrou a Mykolajem Teliženkovými a oficiální vlajkou oblasti se stala 29. ledna 1998 dle výnosu místní oblastní rady č. 15-3.

## Vlajky rajónů a měst Čerkaské oblasti

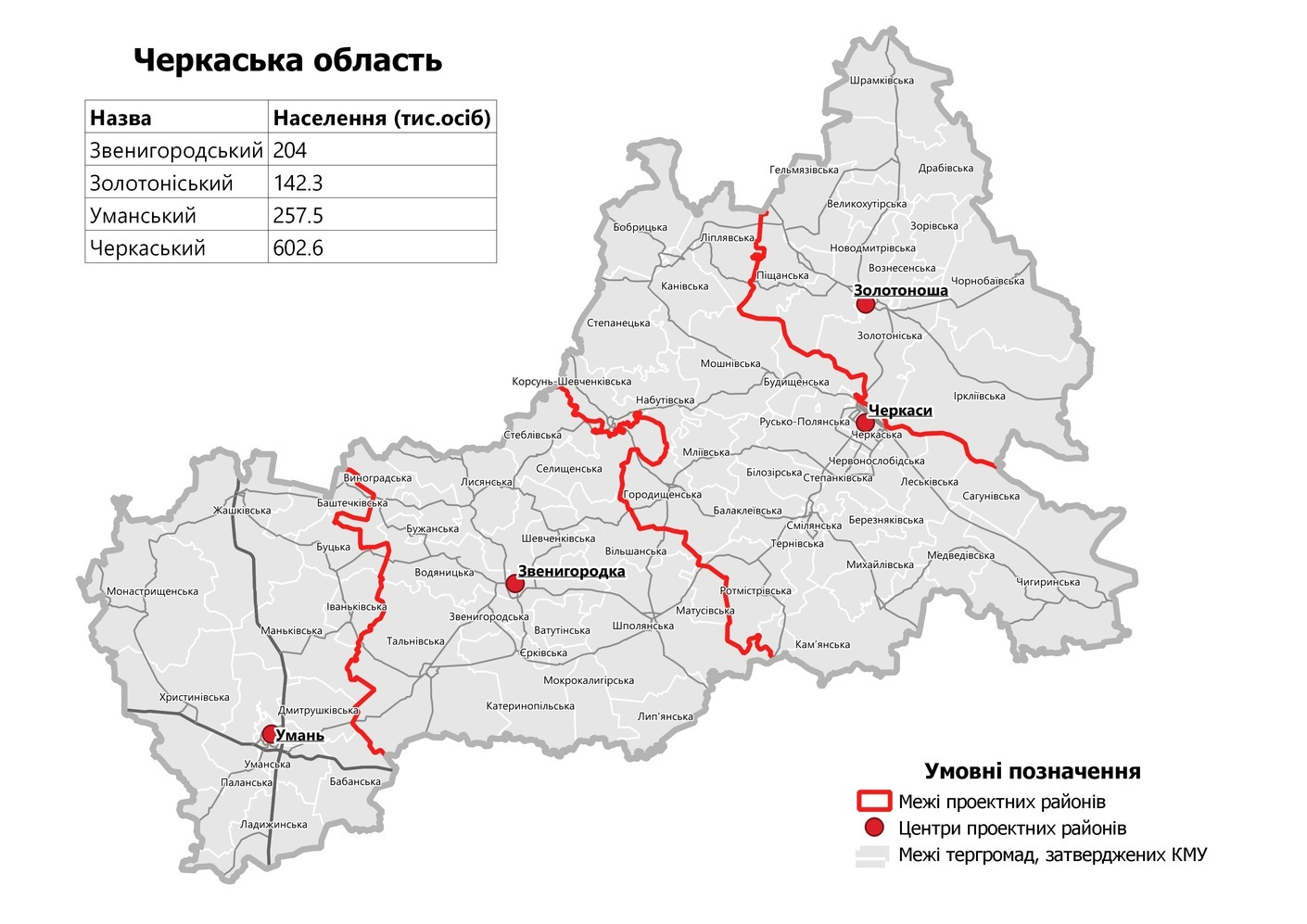
Administrativní členění Čerkaské oblasti

Od 18. července 2020 se na základě administrativně-teritoriální reformy člení oblast na 4 rajóny, které užívají vlastní vlajku.

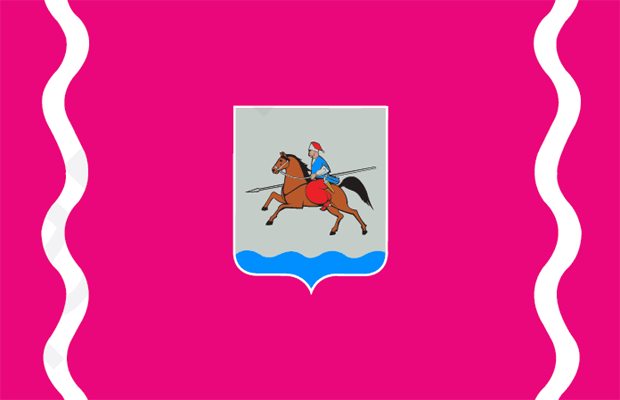
Čerkaský rajón Poměr stran 2:3
Umaňský rajón Poměr stran 2:3
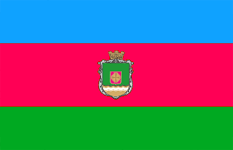
Zolotonošský rajón Poměr stran 2:3
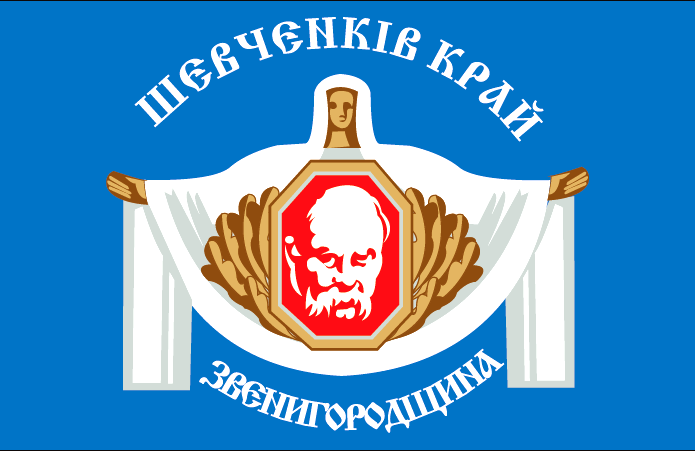
Zvenyhorodský rajón Poměr stran 2:3